# Rishammar
Rishammar är en tidigare tätort i Kungälvs kommun, cirka fem kilometer norr om Kungälv i Bohuslän och Västra Götalands län. Tätorten hade till 2015 namnet Kareby då det ändrades till nuvarande samtidigt som namnet Kareby togs över av den då nya tätorten omkring Kareby kyrkby. Tätorten växte 2018 samman med tätorten Kungälv.

## Befolkningsutveckling
| Befolkningsutvecklingen i Kareby/Rishammar 1990–2015          | Befolkningsutvecklingen i Kareby/Rishammar 1990–2015 | Befolkningsutvecklingen i Kareby/Rishammar 1990–2015 | Befolkningsutvecklingen i Kareby/Rishammar 1990–2015 | Befolkningsutvecklingen i Kareby/Rishammar 1990–2015 |
| ------------------------------------------------------------- | ---------------------------------------------------- | ---------------------------------------------------- | ---------------------------------------------------- | ---------------------------------------------------- |
|                                                               |                                                      |                                                      |                                                      |                                                      |
| År                                                            |                                                      |                                                      | Folkmängd                                            | Areal (ha)                                           |
| 1990                                                          | 1990                                                 |                                                      | 246                                                  | 20                                                   |
| 1995                                                          | 1995                                                 |                                                      | 321                                                  | 22                                                   |
| 2000                                                          | 2000                                                 |                                                      | 288                                                  | 22                                                   |
| 2005                                                          | 2005                                                 |                                                      | 286                                                  | 22                                                   |
| 2010                                                          | 2010                                                 |                                                      | 292                                                  | 27                                                   |
| 2015                                                          | 2015                                                 |                                                      | 331                                                  | 49                                                   |
| Anm.: Ny tätort 1990. 2015 ändrat namn 2018 uppgått i Kungälv |                                                      |                                                      |                                                      |                                                      |